# Gerdtremmelit
Gerdtremmelit (IMA-Symbol Gtm) ist ein sehr selten vorkommendes Mineral aus der Mineralklasse der „Phosphate, Arsenate und Vanadate“. Er kristallisiert im triklinen Kristallsystem mit der chemischen Zusammensetzung (Zn,Fe2+)(Al,Fe3+)2[(OH)5|AsO4] und ist damit chemisch gesehen ein Zink-Aluminium-Eisen-Arsenat mit zusätzlichen Hydroxidionen.
Gerdtremmelit entwickelt an seiner Typlokalität kugelig-sphärolitische Aggregate, die aus tafeligen Kristallen bis zu 3 µm Größe und 1 µm Dicke aufgebaut sind. Begleitet werden sie u. a. von Hämatit, Quarz, Skorodit, Powellit, Betpakdalit und Kaolinit.
Die Typlokalität des Minerals ist die so genannte zweite Oxidationszone der Tsumeb Mine bei Tsumeb, Region Oshikoto, Namibia.

## Etymologie und Geschichte
Anfang der 1980er Jahre entdeckten Karl Schmetzer, Bernhard Nuber und Gerd Tremmel (1940–2020) während einer Untersuchung von Betpakdaliten (heute Betpakdalit-CaCa) aus der Tsumeb Mine in der Paragenese einer der untersuchten Stufen ein unbekanntes Zn-Fe-Al-Arsenat, welches sich als eine neue Phase herausstellte. Die beiden Mineralogen Karl Schmetzer aus dem Mineralogisch-Petrographischen Institut der Ruprecht-Karls-Universität Heidelberg und Olaf Medenbach vom Institut für Mineralogie der Ruhr-Universität Bochum führten die für eine Charakterisierung als neues Mineral notwendigen Untersuchungen durch und legten die Ergebnisse der International Mineralogical Association (IMA) vor, die dieses Mineral unter der vorläufigen Bezeichnung IMA 1983-049a im Jahre 1983 anerkannte.
Beide Wissenschaftler veröffentlichten im Jahre 1985 im deutschen Wissenschaftsmagazin „Neues Jahrbuch für Mineralogie, Monatshefte“ die wissenschaftliche Erstbeschreibung dieses Minerals als Gerdtremmelit (englisch Gerdtremmelite). Die Autoren benannten das Mineral nach dem deutschen Mineralogen und Mineralsammler Gerd Tremmel (* 1940) aus Overath-Steinenbrück, der als Spezialist für Minerale aus Tsumeb das Typmaterial zur Analyse zur Verfügung gestellt hatte. Tremmel war u. a. Ko-Autor der Erstbeschreibung des Arhbarit.
Das Typmaterial für Gerdtremmelit (Holotypstufe, Katalog-Nr. 10'11'16) wird in der Mineraliensammlung des Mineralogisch-Petrographischen Institut (MPI) der Universität Heidelberg sowie unter der Katalognummer 147360 (Typstufe) in der Sammlung des zur Smithsonian Institution gehörenden National Museum of Natural History (NMNH) in Washington, D.C. (USA), aufbewahrt.

## Klassifikation
Da der Gerdtremmelit erst 1983 als eigenständiges Mineral anerkannt wurde, ist er in der seit 1977 veralteten 8. Auflage der Mineralsystematik nach Strunz noch nicht verzeichnet.
Im zuletzt 2018 überarbeiteten und aktualisierten Lapis-Mineralienverzeichnis nach Stefan Weiß, das sich aus Rücksicht auf private Sammler und institutionelle Sammlungen noch nach dieser alten Form der Systematik von Karl Hugo Strunz richtet, erhielt das Mineral die System- und Mineral-Nr. VII/B.16-010. In der „Lapis-Systematik“ entspricht dies der Klasse der „Phosphate, Arsenate und Vanadate“ und dort der Abteilung „Wasserfreie Phosphate, mit fremden Anionen F,Cl,O,OH“, wo Gerdtremmelit als einziges Mitglied die unbenannte Gruppe VII/B.16 bildet.
Die von der IMA zuletzt 2009 aktualisierte 9. Auflage der Strunz’schen Mineralsystematik ordnet den Gerdtremmelit ebenfalls in die Abteilung der „Phosphate usw. mit zusätzlichen Anionen; ohne H2O“ ein. Diese ist allerdings weiter unterteilt nach der relativen Größe der beteiligten Kationen und dem Stoffmengenverhältnis der zusätzlichen Anionen zum Phosphat-, Arsenat- bzw. Vanadatkomplex (RO4), so dass das Mineral entsprechend seiner Zusammensetzung in der Unterabteilung „Mit ausschließlich mittelgroßen Kationen (OH, etc.) : RO4 > 2 : 1“ zu finden ist, wo es als einziges Mitglied die unbenannte Gruppe 8.BE.40 bildet.
Auch die vorwiegend im englischen Sprachraum gebräuchliche Systematik der Minerale nach Dana ordnet den Gerdtremmelit in die Klasse der „Phosphate, Arsenate und Vanadate“ und dort in die Abteilung der „Wasserhaltige Phosphate etc.“ ein. Hier ist er als einziges Mitglied in der unbenannten Gruppe 41.03.07 innerhalb der Unterabteilung der „Wasserfreien Phosphate etc., mit Hydroxyl oder Halogen mit (AB)3(XO4)Zq“ zu finden.

## Chemismus
Aus einer Reihe von Mikrosondenanalysen wurde deutlich, dass Gerdtremmelit ein wasserhaltiges Zink-Eisen-Aluminium-Arsenat mit variablen Mengen an ZnO, Fe2O3 und Al2O3 ist und dass zweiwertiges Eisen (Fe2+) das Zink und dreiwertiges Eisen (Fe3+) das Aluminium in der Struktur des Gerdtremmelits ersetzen kann. Ferner scheint auch ein eisenfreies Endglied einer Mischkristallreihe mit dem eisenhaltigen Gerdtremmelit zu existieren.
Eine Mikrosondenanalyse an einem Gerdtremmelit aus der Tsumeb Mine ergab Werte von 19,51 % ZnO; 0,01 % CuO; 1,08 % MoO3; 11,38 % Fe2O3; 23,76 % Al2O3; 32,53 % As2O5 und 11,25 H2O (thermogravimetrisch bestimmt), woraus sich die empirische Formel (Zn0,83Fe0,49Al1,60)Σ=2,92[(As0,97Mo0,03)Σ=1,00O4](OH)4,30 errechnete. Eine idealisierte Formel mit (Zn0,85Fe2+0,15)Σ=1,00(Al1,70Fe3+0,30)Σ=1,00(AsO4)(OH)5 würde Gehalte von 19,73 % ZnO; 6,83 % Fe2O3; 3,07 % FeO; 24,73 % Al2O3; 32,79 % As2O5 und 12,85 H2O erfordern, ein ideal eisenfreies Endglied mit der Zusammensetzung ZnAl2[(AsO4)|(OH)5] benötigt Gehalte von 23,70 % ZnO; 29,70 % Al2O3; 33,48 % As2O5 und 13,12 H2O.
Gerdtremmelit weist in chemischer Hinsicht keine Verwandtschaft zu anderen Mineralen auf.  Ein anderes Mineral mit nur Zn, Al, Fe, As, O und H existiert nicht, das einzige weitere Mineral mit nur Zn, Al, As, O und H ist ein aluminiumhaltiger Adamin.

## Kristallstruktur
Gerdtremmelit kristallisiert im triklinen Kristallsystem in der Raumgruppe P1 (Raumgruppen-Nr. 2) oder Raumgruppe P1 (Raumgruppen-Nr. 1) mit den Gitterparametern a = 5,169 Å; b = 13,038 Å; c = 4,931 Å; α = 98,78°; β = 100,80° und γ = 78,73° sowie zwei Formeleinheiten pro Elementarzelle.
Die Kristallstruktur des Gerdtremmelits ist noch unbekannt.

## Eigenschaften

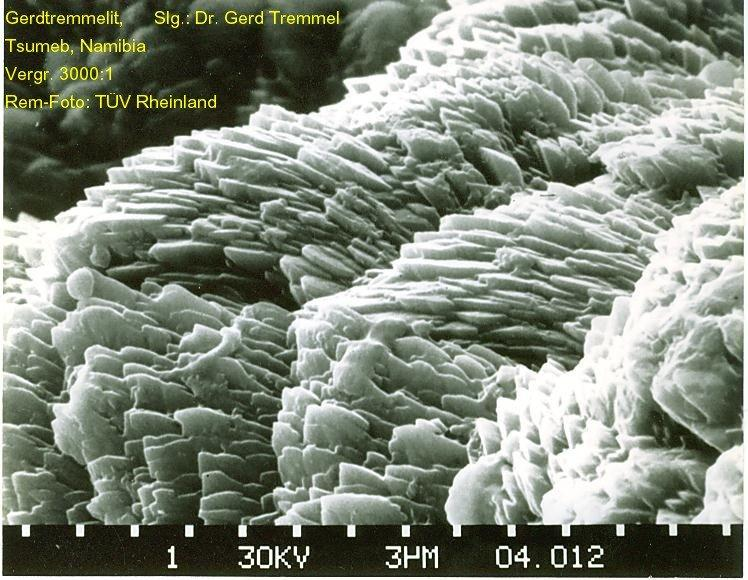
Rasterelektronenmikroskop-Aufnahme von Gertdtremmelit (Typmaterial). Vergrößerung: 3000:1

### Morphologie
Gerdtremmelit entwickelt kugelig-sphärolitische Aggregate von 0,5 bis knapp 1 mm Durchmesser, die aus bis zu 3 µm großen und 1 µm dicken, tafeligen Kristallen zusammengesetzt sind. Nach anderen Angaben sind die tafeligen Kristalle größer und erreichen Größen bis zu 0,5 mm.

### Physikalische und chemische Eigenschaften
Die Kristalle des Gerdtremmelits sind braun, gelbbraun und dunkelbraun in unterschiedlichen Farbschattierungen, ihre Strichfarbe ist aber immer weiß. Die Oberflächen der durchsichtigen Kristalle weisen einen diamantartigen Glanz auf, was gut mit den Werten für die Lichtbrechung übereinstimmt. An den Kristallen des Gerdtremmelits wurden hohe Werte für die Lichtbrechung (nα = 1,730–1,740; nγ = 1,830–1,840) und sehr hohe Werte für die Doppelbrechung (δ = 0,100) festgestellt.
Gerdtremmelit weist keine Spaltbarkeit auf und auch keinen Bruch auf. Angaben zur Tenazität fehlen ebenso wie Werte für die Mohshärte, die wohl aufgrund des wenigen zur Verfügung stehenden Materials nicht ermittelt werden konnten. Die gemessene Dichte für Gerdtremmelit ist > 3,3 g/cm³, berechnete Dichte für das Mineral beträgt 3,66 g/cm³ (berechnet für eisenhaltigen Mischkristall) bzw. 3,59 g/cm³ (berechnet für das eisenfreie Endglied der Mischkristallreihe).
Gerdtremmelit zeigt weder im lang- noch im kurzwelligen UV-Licht eine Fluoreszenz.
Das Mineral löst sich weder in kalter noch in warmer Salzsäure, HCl.

## Bildung und Fundorte
Als extrem seltene Mineralbildung (bekannt sind weniger als zehn Stufen) konnte Gerdtremmelit bisher lediglich von einem Fundort beschrieben werden (Stand 2023). Als Typlokalität gilt die „Tsumeb Mine“ bei Tsumeb, Region Oshikoto, Namibia, wobei der genaue Fundort innerhalb des Bergwerks die zweite Oxidationszone ist. Vorkommen von Gerdtremmelit in Deutschland, Österreich oder in der Schweiz sind damit nicht bekannt.
Gerdtremmelit ist ein typisches Sekundärmineral, welches sich in der Oxidationszone einer arsenreichen polymetallischen Buntmetall-Lagerstätte gebildet hat. Das Zink stammt aus der Verwitterung von Sphalerit, das Arsen aus oxidiertem Tennantit, das Eisen möglicherweise ebenfalls aus dem Sphalerit oder aus der Verwitterung von Pyrit bzw. Chalkopyrit aus den Primärerzen. Das Aluminium ist sehr wahrscheinlich aus dem Nebengestein herzuleiten. In der „Tsumeb Mine“ fand sich der Gerdtremmelit auf intensiv oxidierten Stufen aufgewachsen in Hämatit und Quarz. Weitere Parageneseminerale sind Skorodit, die Molybdate Powellit und Betpakdalit (genauer Betpakdalit-CaCa) sowie Kaolinit.
Spätere Funde auf der 44. Sohle im Bereich der so genannten dritten Oxidationszone erbrachten deutlich besser kristallisiertes Material mit lohfarbenen, weniger als 1 mm großen Gerdtremmelit-Einzelkristallen auf blassblauem, aluminiumhaltigem Skorodit (ca. 10 Gew.-% Al2O3), die von ausgezeichnet ausgebildeten Wilhelmkleinit-Kristallen und Adamin begleitet wurden.

## Verwendung
Gerdtremmelit ist aufgrund seiner extremen Seltenheit nur für den Mineralsammler von Interesse.